# Riccardo Illy

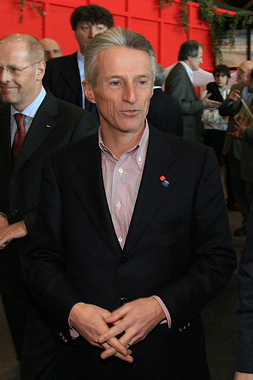
Riccardo Illy

Riccardo Illy (Trieste, 24 de setembre de 1955) és un polític i empresari italià. Pertany a una família valdesa d'origen hongarès, es llicencià en ciències polítiques per la Universitat de Trieste. De 1993 a 1995 fou director comercial de Cafè Illy i ha estat president de l'Associació d'Empresaris de Trieste. Està casat amb la periodista Rossanna Bettini i ha escrit alguns llibres.
El 1993 deixà el seu càrrec per a presentar-se a eleccions, i fou escollit alcalde de Trieste per la coalició de centreesquerra. Fou reescollit en el càrrec fins al 2001, quan es presentà a les eleccions legislatives italianes de 2001 per l'Ulivo. A les eleccions regionals de Friül-Venècia Júlia de 2003 fou elegit president per la coalició de centreesquerra, amb el suport entre altres de la llista Ciutadans pel President, i el 2004 fou nomenat president de l'Assemblea de les Regions d'Europa. Va perdre ambdós càrrecs després de la derrota a les eleccions regionals de 2008.

## Obres
- Dal caffè all'Espresso (1989)
- Polietica amb Paolo Maurensig (Marsilio, 2003)
- La rana Cinese amb Paolo Fragiacomo (Mondadori, 2006)
- Così perdiamo il Nord (Mondadori, 2008).

| Precedit per: Giulio Staffieri | Alcalde de Trieste 1993 - 2001                | Succeït per: Roberto Dipiazza |
| Precedit per: Renzo Tondo      | Presidents de Friül-Venècia Julia 2003 - 2008 | Succeït per: Renzo Tondo      |